# Диц, Максимилиан
Максимилиан Соломон Диц (англ. Maximilian Solomon Dietz; род. 9 февраля 2002, Нью-Йорк, Нью-Йорк) — американский футболист, полузащитник клуба «Гройтер Фюрт». Участник Олимпийских игр 2024 в Париже.

## Клубная карьера
Диц — воспитанник клубов «Борнхейм», «Айнтрахт», «Франкфурт» и «Фрайбург». В 2021 году игрок дебютировал за дублирующий состав последнего. В 2022 году Диц подписал контракт с «Гройтер Фюрт». 18 марта 2023 года в матче против «Магдебурга» он дебютировал во Второй Бундеслиге.

## Международная карьера
В 2019 году Диц в составе юношеской сборной США принял участие в юношеском чемпионате мира. На турнире он был запасным и на поле не вышел.